# Bollnäs
Bollnäs est une ville de Suède, chef-lieu de la commune de Bollnäs.
Le site de Bollnäs est habité depuis au moins l'âge du fer. L'église de la ville a été construite au XIVe siècle.